# Джолборсти
Джолборсти (тадж. Ҷолборстӣ) — село в сельском джамоате Саритал Лахшского района. Расстояние от села до центра района (пгт Вахдат) — 46 км, до центра джамоата (село Саритал) — 15 км. Население — 126 человек (2017 г.), таджики. Население в основном занято сельским хозяйством.